# Tregony with Cuby
Tregony with Cuby är en civil parish i distriktet Cornwall i grevskapet Cornwall i England. Parish har 946 invånare (2011). Den bildades den 1 april 2021 genom en sammanslagning av Cuby och Tregoney.